# Aeropuerto Constantino el Grande de Niš
El Aeropuerto de Niš-Constantino el Grande (en serbio: Aerodrom Konstantin Veliki Niš, cirílico: Ниш Константин Велики) (IATA: INI, OACI: LYNI), sirve al sur de Serbia y a la ciudad de Niš. Se ubica a cuatro kilómetros del centro de la ciudad de Niš y es el segundo aeropuerto internacional de Serbia. Lleva el nombre del emperador romano Constantino el Grande, nacido en Naissus, ciudad asentada en la moderna Niš.
Sus excelentes condiciones climáticas durante todo el año, con pocos días de niebla o nieve, permiten al aeropuerto de Niš convertirse en alternativa para el Aeropuerto de Belgrado-Nikola Tesla, el Aeropuerto de Podgorica, el Aeropuerto de Tivat, el Aeropuerto Internacional de Sofía, el Aeropuerto de Skopie y el Aeropuerto de Ohrid San Pablo Apóstol. Tiene una capacidad de tres aviones por hora.

## Historia
La ciudad de Niš tuvo un aeródromo cercano a la aldea de Međurovo desde 1910. En la década de 1930, Aeroput, la compañía aérea nacional del Reino de Yugoslavia lo utilizó para la administración pública. Tras la Segunda Guerra Mundial, el aeropuerto fue utilizado como base militar durante años. Entre otras unidades, albergaba el 63.er Batallón Paratroop y la 119ª Brigada de Aviación.
En el decenio de 1970, fue utilizado para el servicio discrecional de los aeropuertos del Adriático, como el Aeropuerto de Split. En la década de 1980, se construyó el nuevo edificio terminal y empezó el servicio regular de JAT Airways de Belgrado, comenzando también los vuelos chárter a Inglaterra.

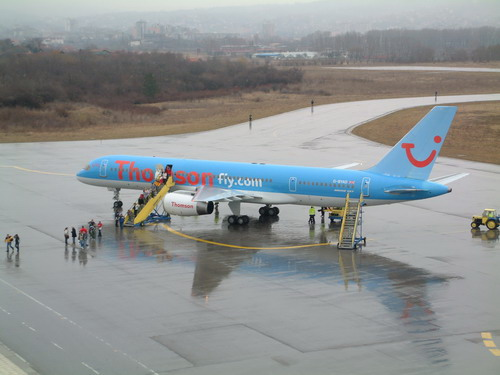
Un avión de Thomsonfly, en el aeropuerto de Niš.

La compañía británica Thomsonfly completó con éxito sus temporadas de vuelos de invierno de 2005-2006 y 2006-2007, realizando 13 vuelos y desplazando más de 3.500 turistas desde el Aeropuerto de Londres-Gatwick, al aeropuerto de Niš para visitar el centro de esquí serbio de Kopaonik. 35.518 pasajeros pasaron por el aeropuerto en 2006 gracias a los 111 vuelos de Montenegro Airlines, los 118 de JAT Airways y los 14 de Thomsonfly.
El aeropuerto Constantino el Grande de Niš registró 30.461 pasajeros durante 2007, con una disminución de resultados con respecto a 2006 debido a la falta de permiso de Montenegro Airlines para operar vuelos a Zúrich. Además, JAT Airways no fue capaz de introducir más vuelos de Niš a Europa occidental, por razones técnicas y operativas, mientras que Atlasjet suspendió sus vuelos a Estambul debido a un problema con el organizador. Se espera que el problema sea resuelto en breve, y la ruta vuelva a funcionar. Thomsonfly, por otra parte, anunció la continuidad de sus vuelos a Londres, vía Sofía, que comenzó a funcionar en diciembre de 2007. JAT Airways continuó sus vuelos a Zúrich, volando dos veces por semana, los jueves y domingos.

## Aerolíneas y destinos
Las siguientes compañías aéreas operan desde Niš :
| Aerolíneas | Destinos |
| ---------- | --- |
| Air Serbia | Belgrado, Colonia/Bonn, Estambul, Hahn, Liubliana Estacional : Atenas, Tivat Chárter estacional: Antalya, Gazipaşa-Alanya, Hurghada, Monastir |
| Ryanair    | Malta, Viena Seasonal: Corfú, Estocolmo–Arlanda                                                                                               |
| Wizz Air   | Basilea/Mulhouse, Memmingen, Viena (finaliza 29 de marzo de 2024)                                                                             |

Con solo unos pocos vuelos a la semana desde Niš-Constantino el Grande, el aeropuerto tuvo un exitoso segundo año de funcionamiento. Se registraron alrededor de 27.000 pasajeros en 2005, aproximadamente un 42% más que en 2004. La tasa de crecimiento fue la misma en 2006; sin embargo en 2007 se produjo un descenso en el número de pasajeros por los problemas ya especificados.

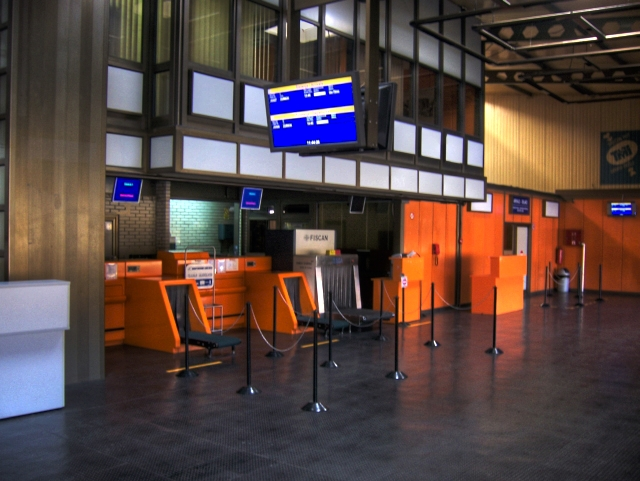
Interior de la terminal.

### La expansión del aeropuerto
La expansión comenzó en 2015 cuando la aerolínea de bajo coste Wizz Air lanzó vuelos a Basilea y Malmö. Poco después, una de las aerolíneas de bajo coste más grandes del mundo Ryanair ha anunciado vuelos a Berlín. En 2016 tanto Wizz Air como Ryanair anunciaron más vuelos desde Niš, respectivamente Wizzair a Dortmund, Eindhoven, Memmingen y Ryanair a Weeze, Bérgamo y Bratislava. Poco después del lanzamiento de estos vuelos, Niš experimentó una expansión real en el tráfico de pasajeros, superando la cifra récord desde su fundación. Según fuentes oficiales, en 2016 por aeropuerto pasaron unas 124.877 personas y se calcula que esta cifra aumentara tres veces a llegar a 300.000 pasajeros para finales de 2017. Paralelo con desarrollo de tráfico de pasajeros, en octubre de 2016, la aerolínea para el transporte de mercancías Turkish Cargo, que forma parte de Turkish Airlines, inició un servicio de carga regular entre Niš e Istambul, que, según algunas fuentes, convertirá a Niš en uno de los importantes centros regionales de carga de esta parte de Europa. En noviembre de 2016, la aerolínea suiza Swiss International Air Lines anunció vuelos entre Zúrich y Niš. Todos los vuelos serán operados por el Airbus 320. Solo un mes después de anunciar los vuelos de Niš, la aerolínea suiza obtuvo competencia directa en la ruta a Zúrich cuando en diciembre otra compañía suiza Germania Flug anunció vuelos a Nis, a partir de junio de 2017 operado por un Airbus 319.

### Reconstrucción de la terminal
En diciembre de 2016 empezaron las obras en la reforma de su terminal. La primera fase de la expansión era expansión de la zona check-in y el espacio de abordaje, así como la construcción de un nuevo exterior. El proyecto está siendo financiado conjuntamente por el gobierno serbio y las autoridades locales. Además, la Agencia de Servicios de Tránsito Aéreo de Serbia y Montenegro (SMATSA) planea comenzar la construcción de una nueva torre de control el próximo año e invertirá un millón de euros en un sistema de aterrizaje de instrumentos (ILS), que proporciona orientación a los aviones que se aproximan y aterrizan en una pista Durante techos bajos o visibilidad reducida debido a la niebla, la lluvia o la nieve.
El Aeropuerto Internacional Constantino el Grande ha realizado con éxito el programa TAM (Turn Around Management) del Banco Europeo de Reconstrucción y Desarrollo (BERD), cuyo objetivo es mejorar la labor de la gestión y la estrategia de preparación para el desarrollo del aeropuerto de Niš. El experto del programa Michael Kellaway estima que es un aeropuerto con un gran potencial y que, con 28.000 pasajeros podría en los próximos años llegar al nivel de 200.000 pasajeros al año. El director del aeropuerto de Niš, Radisav Radojković cree que gracias a este programa de gestión el aeropuerto logró identificar y centrarse en los aspectos más importantes del negocio de acuerdo con las directrices del mercado.

## Servicios y accesibilidad
El aeropuerto está muy cerca del centro de la ciudad (alrededor de 3,5 km), y existe una línea de autobús que lo conecta con la mayoría de los suburbios, la Línea 34. Otra opción es recurrir al servicio de taxi, disponible en cualquier parte de la ciudad. El coste de este transporte es relativamente bajo, con un promedio dentro de la ciudad de aproximadamente 200 dinares (unos 2,5 €). También hay muchas agencias de alquiler de coches.